# Diócesis de Tigillava
La Sede titular de Tigillava (en latín: Dioecesis Tigillavensis) es una sede titular de la Iglesia católica.

## Historia
Tigillava, identificada con Mechta-Djillaoua en Argelia, es una antigua sede episcopal de la provincia romana de Numidia.
Tres son los obispos conocidos de Tigillava. En la conferencia de Cartago en el 411 , se reunieron obispos donatistas y católicos en la África romana, participando el obispo católico de Tigillava, Regino, mientras que el obispo donatista Donato estaba ausente. El obispo católico Iuniore asistió al sínodo reunido en Cartago en el 484 hasta que el rey vándalo Hunerico lo exilió.
Hoy Tigillava subsiste como diócesis titular; siendo su obispo actual, Stanisław Salaterski, obispo auxiliar de Tarnów.

## Episcopologio
- Regino † (mencionado en el 411)
  - Donato † (mencionado en el 411) (obispo donatista)
- Iuniore † (mencionado en el 484)

## Episcopologio como Sede Titular
- Antonio Ribeiro † (3 de julio de 1967 - 10 de mayo de 1971 nombrado patriarca de Lisboa)
- Józef Marek † (1 de noviembre de 1973 - 3 de marzo de 1978 fallecido)
- Anthony Thannikot † (19 de diciembre de 1978 - 24 de febrero de 1984 fallecido)
- Francisco José Pérez y Fernández-Golfín † (20 de marzo de 1985 - 23 de julio de 1991 nombrado obispo de Getafe)
- Wolodymyr Walter Paska † (24 de enero de 1992 - 16 de agosto de 2008 fallecido)
- Andrzej Jeż (20 de octubre de 2009 - 12 de mayo de 2012 nombrado obispo de Tarnów)
- Stanisław Salaterski, desde el 14 de diciembre de 2013